# Alter Markt (Posen)

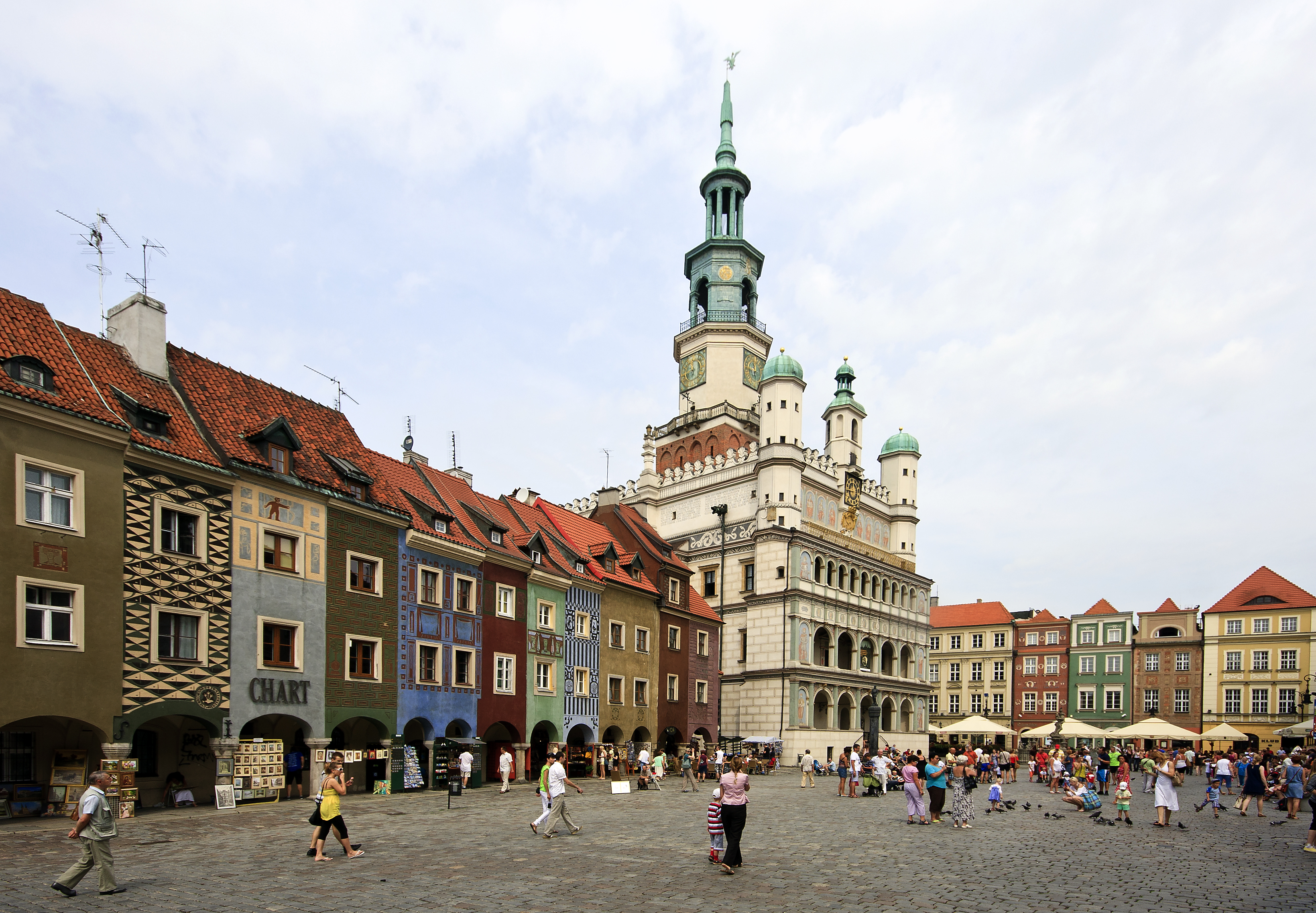
Alter Markt mit Alten Rathaus und den Krämerhäusern

Alter Markt (polnisch Stary Rynek) heißt der Platz in Posen, der bei der Gründung der Stadt im Jahr 1253 als Marktplatz für den Kauf und Verkauf von Waren angelegt wurde. Mit einer Fläche von ca. zwei Hektar ist der Alte Markt der drittgrößte Marktplatz Polens (nach dem Krakauer Hauptmarkt und dem Breslauer Marktplatz) und einer der größten Europas. Bis zum Zweiten Weltkrieg war er der Mittelpunkt des wirtschaftlichen und politischen Lebens der Stadt. Infolge der Kriegshandlungen wurde er fast völlig zerstört. Nach dem Wiederaufbau ist er heute, dank der gelungenen Restaurierung, eine der meistbesuchten touristischen Attraktionen der Stadt.
Er hat einen quadratischen Grundriss von etwa 141 m Seitenlänge und umgibt, typisch für den polnischen Rynek, eine Gruppe öffentlicher Gebäude und Läden.

## Zur Geschichte

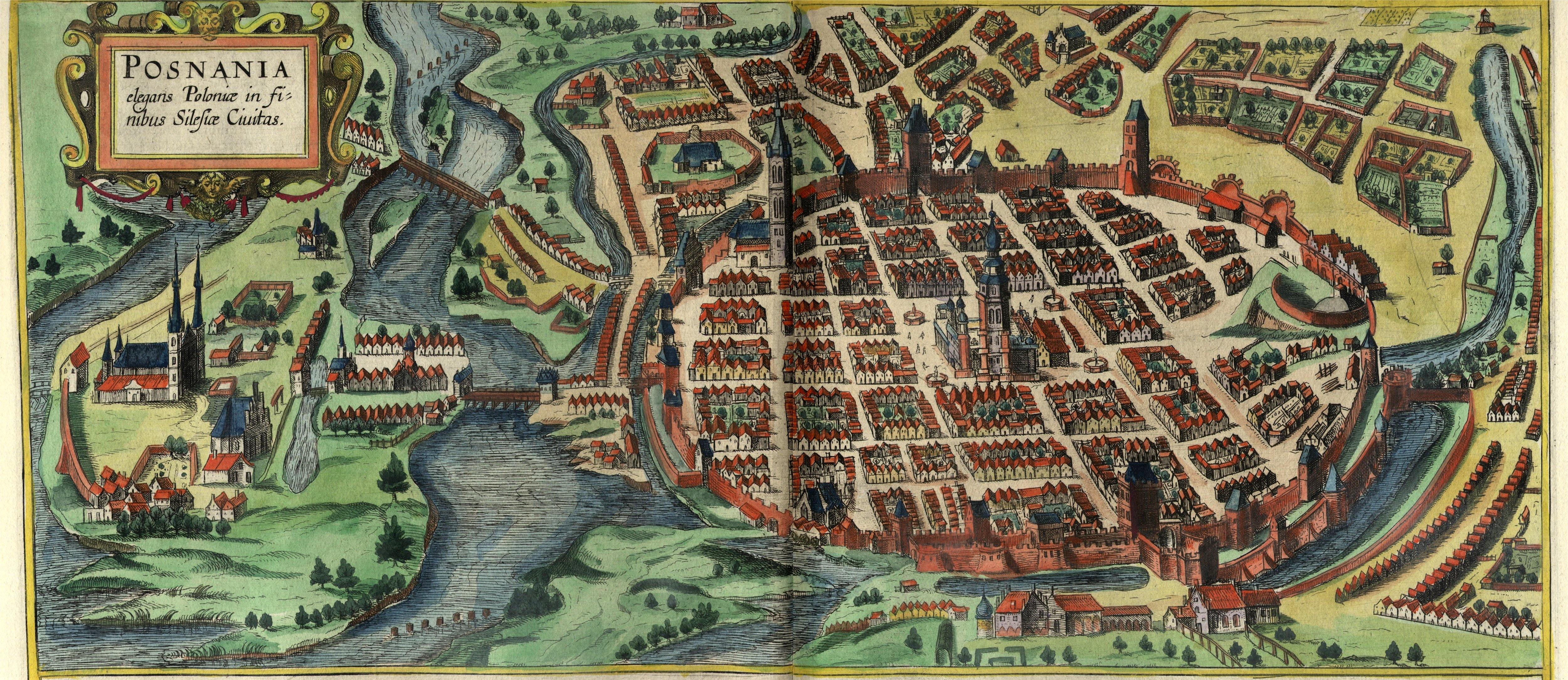
Posener Alter Markt mitten in der Stadt um 1618

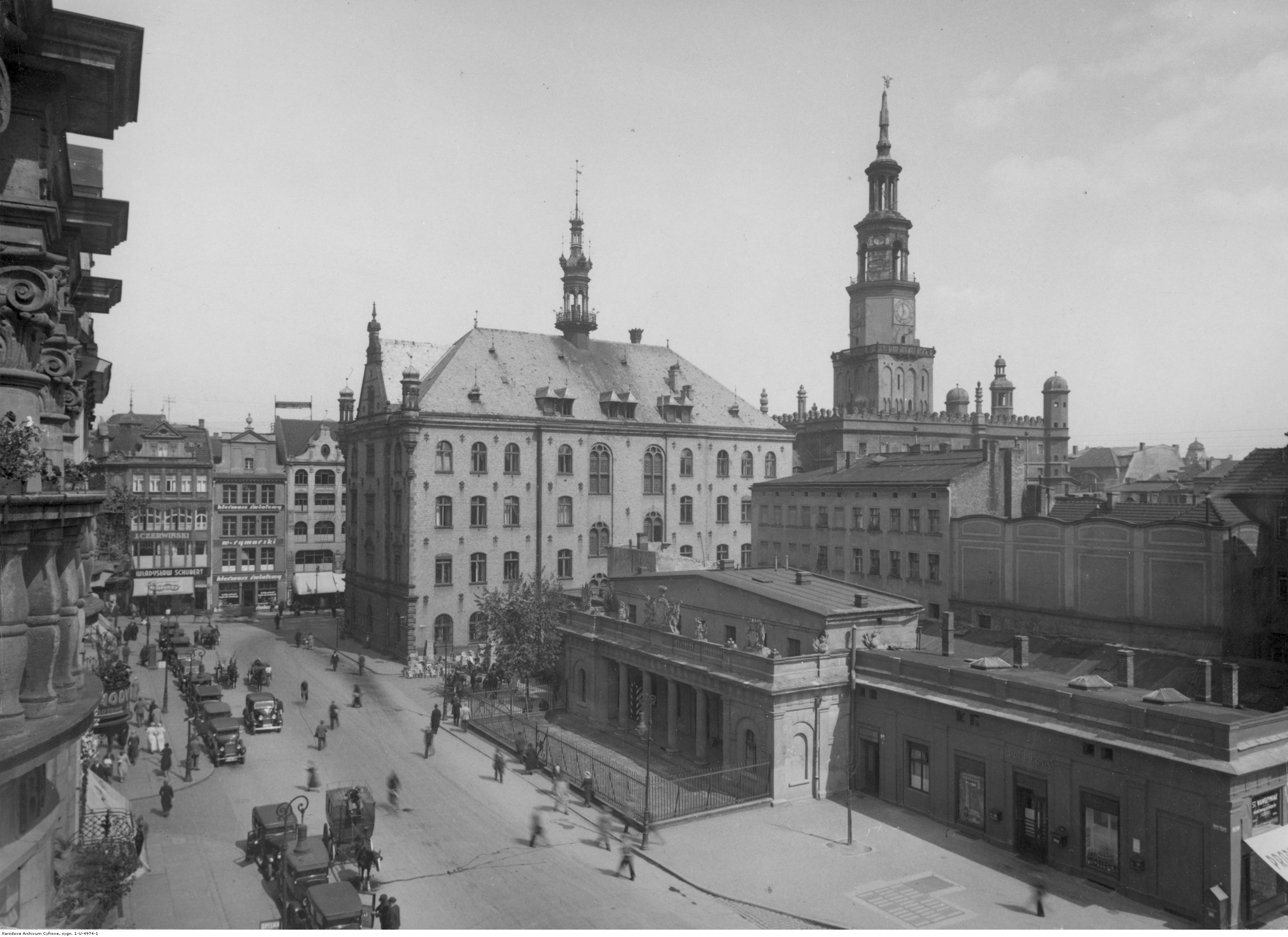
Alter Markt 1934 dem neuen Rathaus (1945 zerstört) und der Hauptwache

Bei der Stadtgründung im Jahr 1253 stellte der Lokator Posens, Thomas aus Guben, von den 20 Hektar, die für die Stadt zur Verfügung standen, ein Zehntel für den Marktplatz der Stadt bereit. An jeder Seite (von etwa 140 m Länge) wurden jeweils 16 Grundstücke ausgewiesen, die der Lokator mit den ersten Mitgliedern des Patriziats bei der Stadtgründung zur Verfügung hatte. Darauf wurden in geschlossener Bauweise die ersten Häuser der Stadt errichtet. Insgesamt münden zwölf Straßen auf den Platz.

## Gebäude am Alten Markt
Am Ende des Zweiten Weltkriegs wurde die Posener Altstadt stark beschädigt. Auch die Patrizierhäuser rund um den Platz, meist aus barocker Zeit, waren zerstört und wurden nach 1945 in ihrer historischen Gestalt wiederaufgebaut, oder wenigstens doch ihre Fassaden.

Zur Gebäudegruppe mitten auf dem Platz gehören:

- Altes Rathaus – in den 1550er Jahren errichtet, wichtigstes Baudenkmal der Stadt und eines der bedeutendsten  Renaissance-Rathäuser Europas. Heute Museum für die Stadtgeschichte Posens.
- Gebäudezeile der ab 1535 erbauten dreigeschossigen Krämerhäuser  mit ihrem charakteristischen Laubengang, ursprünglich  Läden und Wohnungen von Kleinhändlern.
- dahinter zwei langgestreckte moderne Zweckbauten, für das Militärmuseum und die städtische Galerie „Arsenal“ für moderne Kunst
- hinter dem Rathaus die Stadtwaage, eine Rekonstruktion nach dem Zustand des 16. Jahrhunderts
- auf der Westseite die klassizistische Hauptwache – eine 1787 von Johann Christian Kamsetzer umgebaute Anlage, darin heute das Museum des Posener Aufstandes von 1918/19

Ostseite:
- Stary Rynek 42–45: Die drei Bürgerhäuser des 16. bis 19. Jahrhunderts beherbergen das Musikinstrumentenmuseum
- Nr. 50, 51: Die beiden einzigen Häuser aus dem späten Mittelalter
- Wodna Nr. 27: Der Renaissance-Palast der Familie Górka von 1549 bildet die Süd-Ostecke des Platzes. Er beherbergt heute das Archäologische Museum mit den beiden Schwerpunkten Archäologie Polens von der Steinzeit bis zum Mittelalter und Ausgrabungen im unterägyptischen Athribis.

Westseite:
- Nr. 75: Die Apotheke Zum Goldenen Löwen aus dem frühen 19. Jahrhundert wurde im Zweiten Weltkrieg nur wenig beschädigt
- Nr. 78: Dzialynski-Palast (Pał ac Działyńskich) – frühklassizistisches Gebäude aus dem 18. Jahrhundert
- Nr. 84: Wohnhaus des Rathausbaumeisters Giovanni Battista di Quadro, heute ein Henryk Sienkiewicz, dem Autor des berühmten historischen Romans Quo Vadis, gewidmetes Literaturmuseum

Nordseite:
- der klassizistische Mielzynski-Palast (Pałac Mielżyńskich) – (1795–1798)

- Nicht weit vom Alten Markt liegen das Hotel Bazar und das Hotel Rzymski.

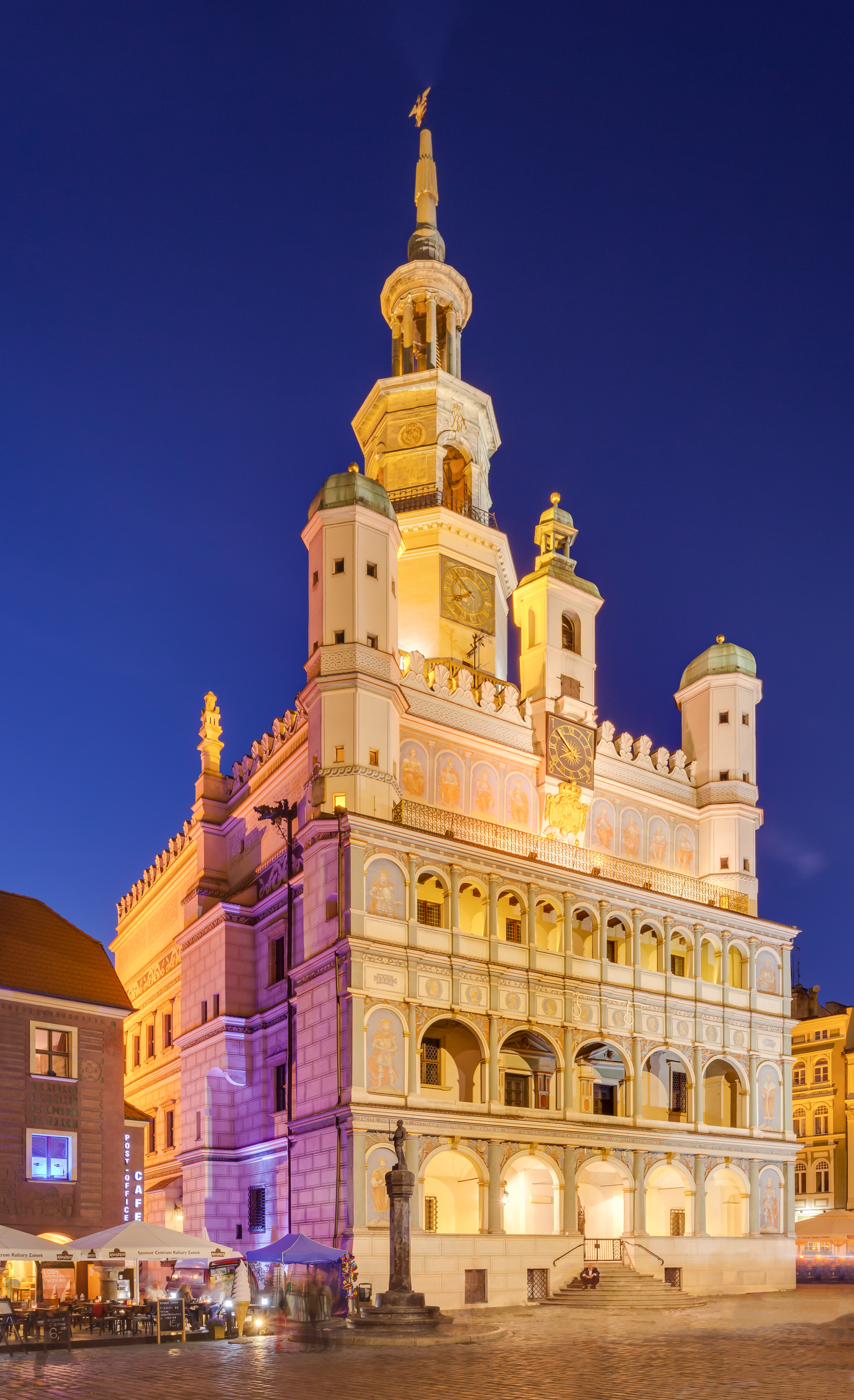
Altes Rathaus bei Nacht
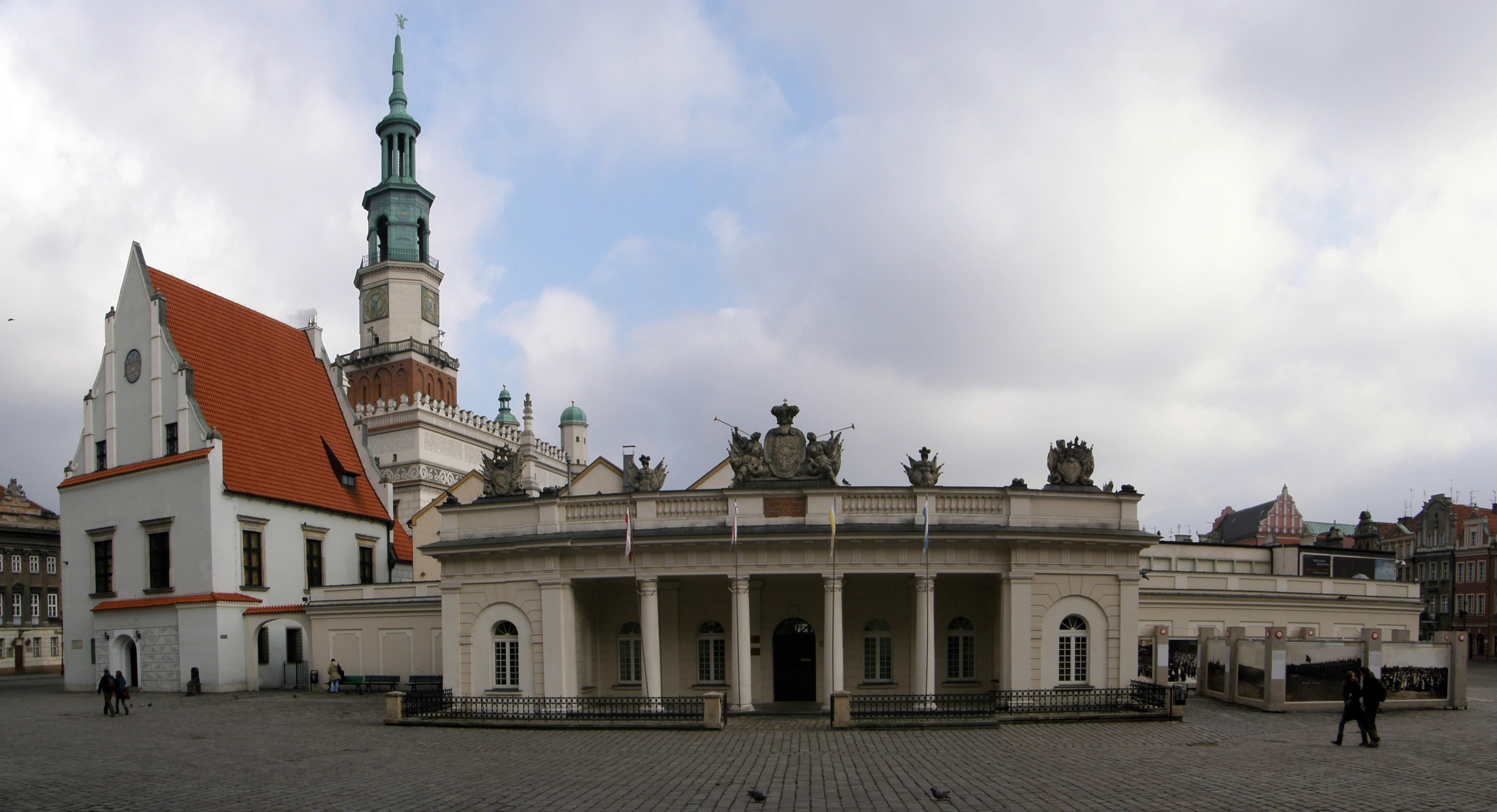
Stadtwaage und Hauptwache
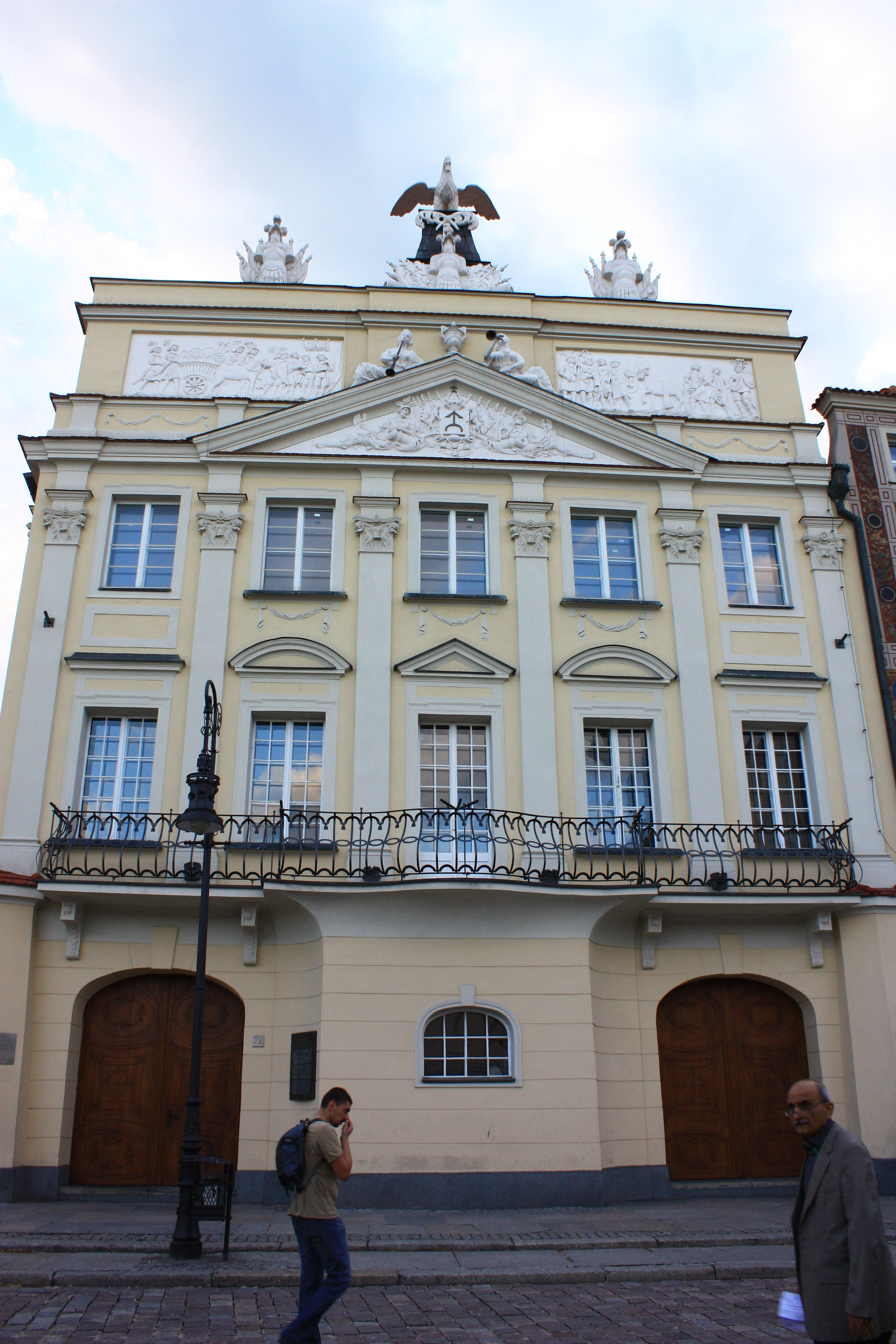
Dzialynski-Palast
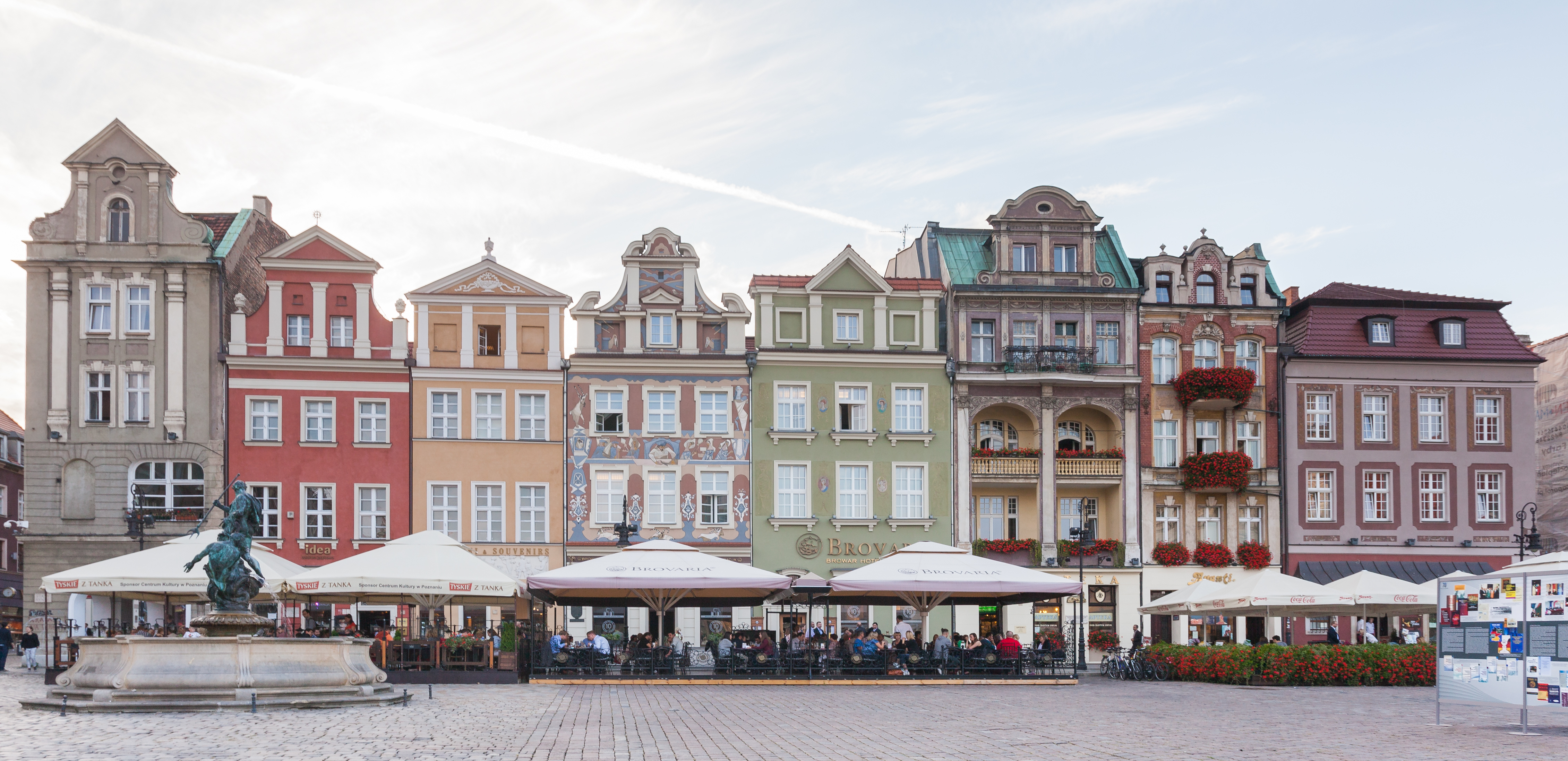
Häuser an der südwestlichen Seite des Marktes
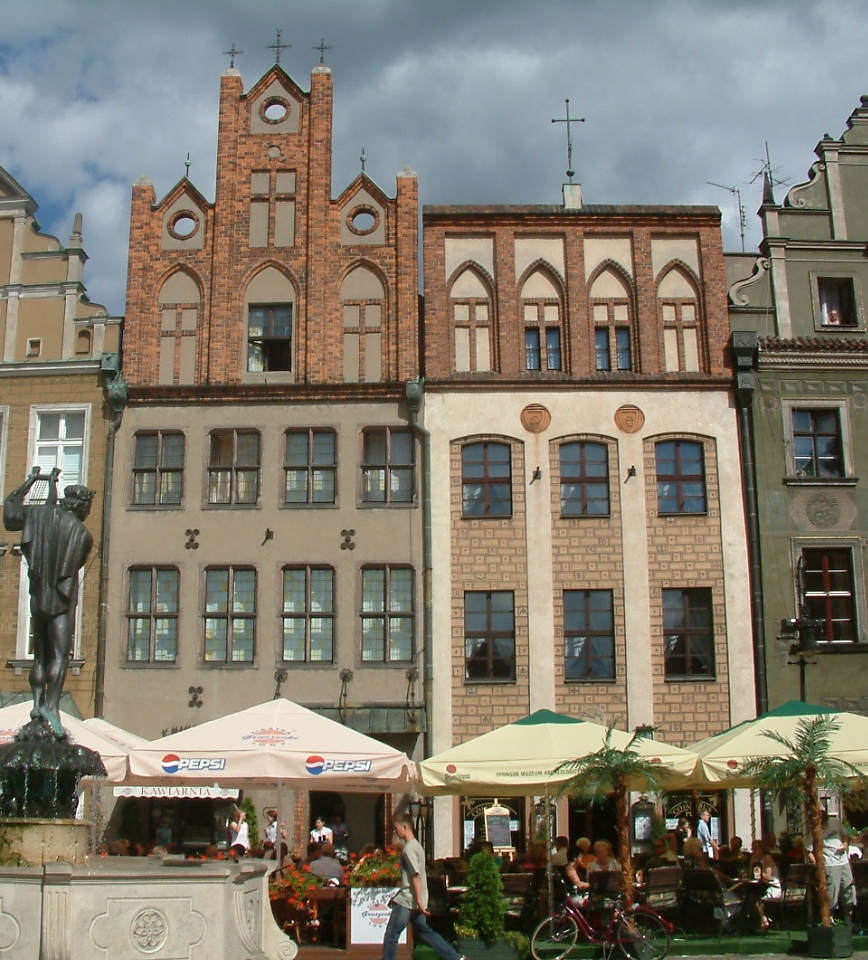
Gotische Fassaden der Häuser Nr. 50 & 51

## Bildhauerwerke auf dem Alten Markt
Auf dem Alten Markt existieren Bildhauerwerke aus verschiedenen Jahrhunderten. Darunter sind auch vier Brunnen zu finden: den der Proserpina von 1766, den für die Bamberka von 1915, und die 2002 bis 2005 aufgestellten Apollon, Neptun und Mars.

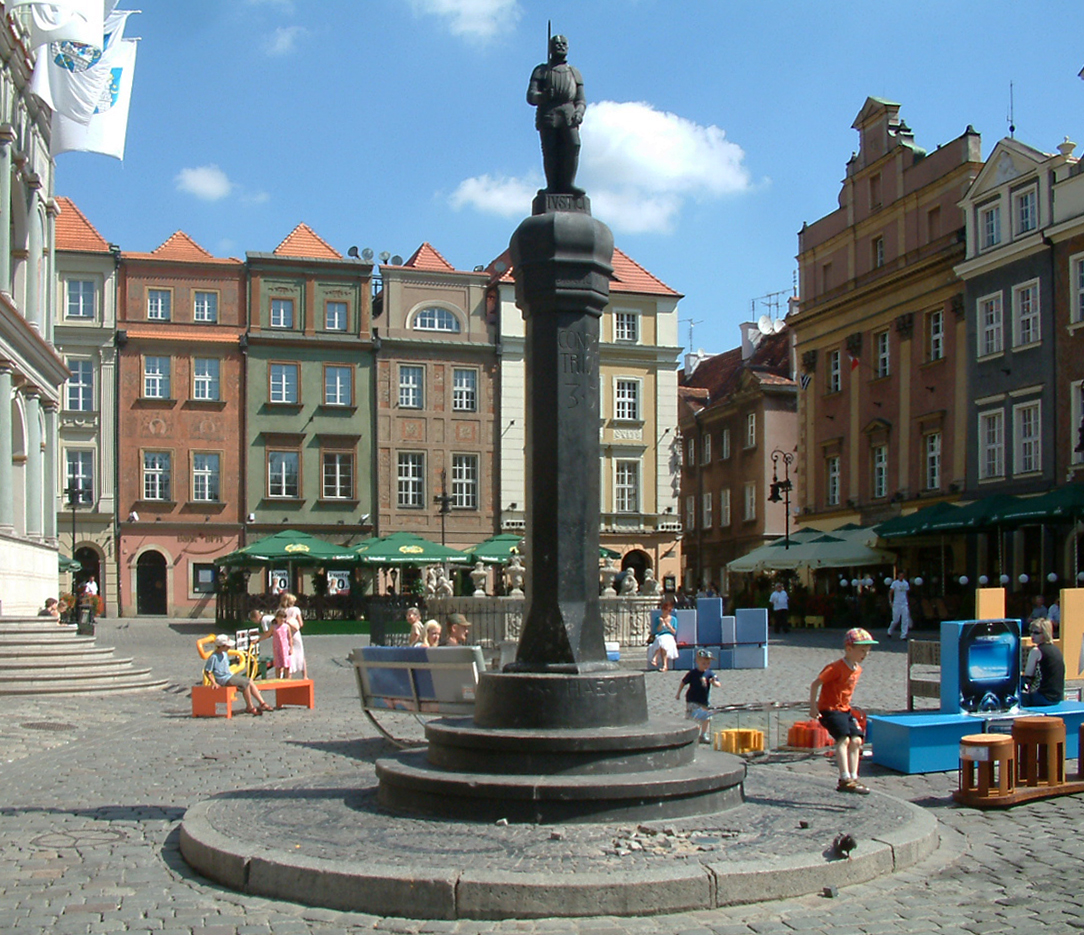
Der Pranger (16. Jahrhundert)
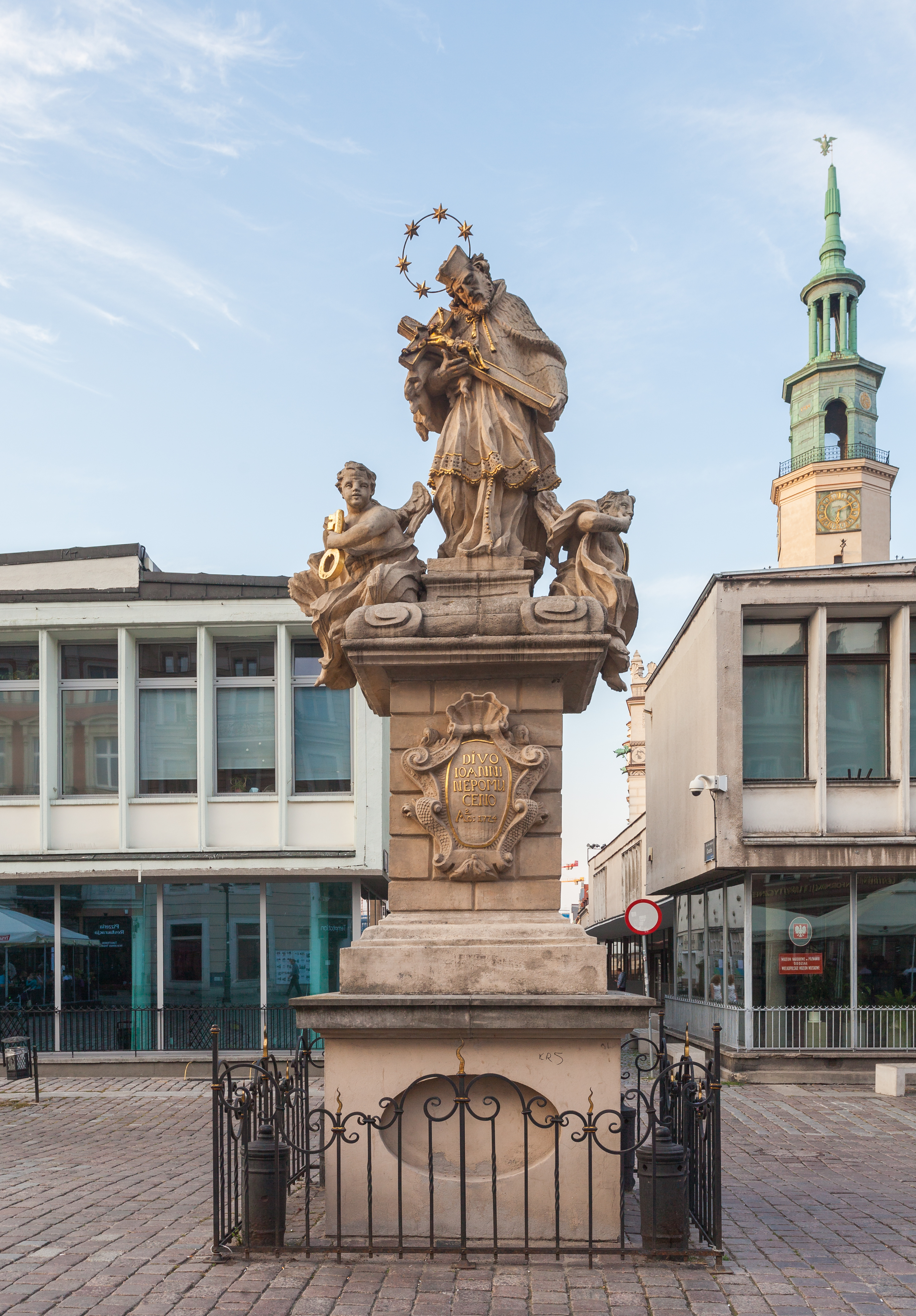
Nepomukstatue (1724)
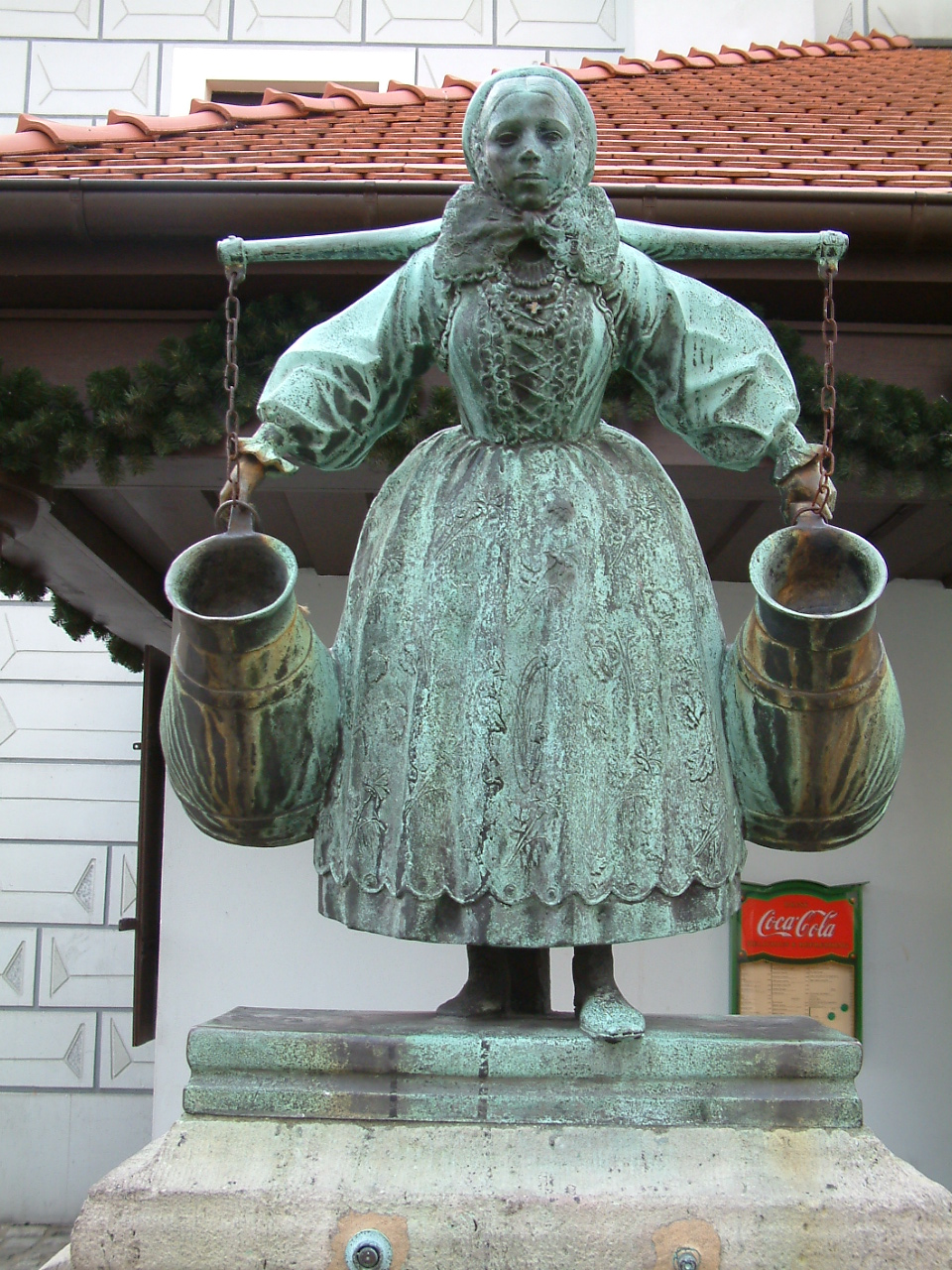
Bamberka-Brunnen (20. Jahrhundert) an der Westseite des Rathauses
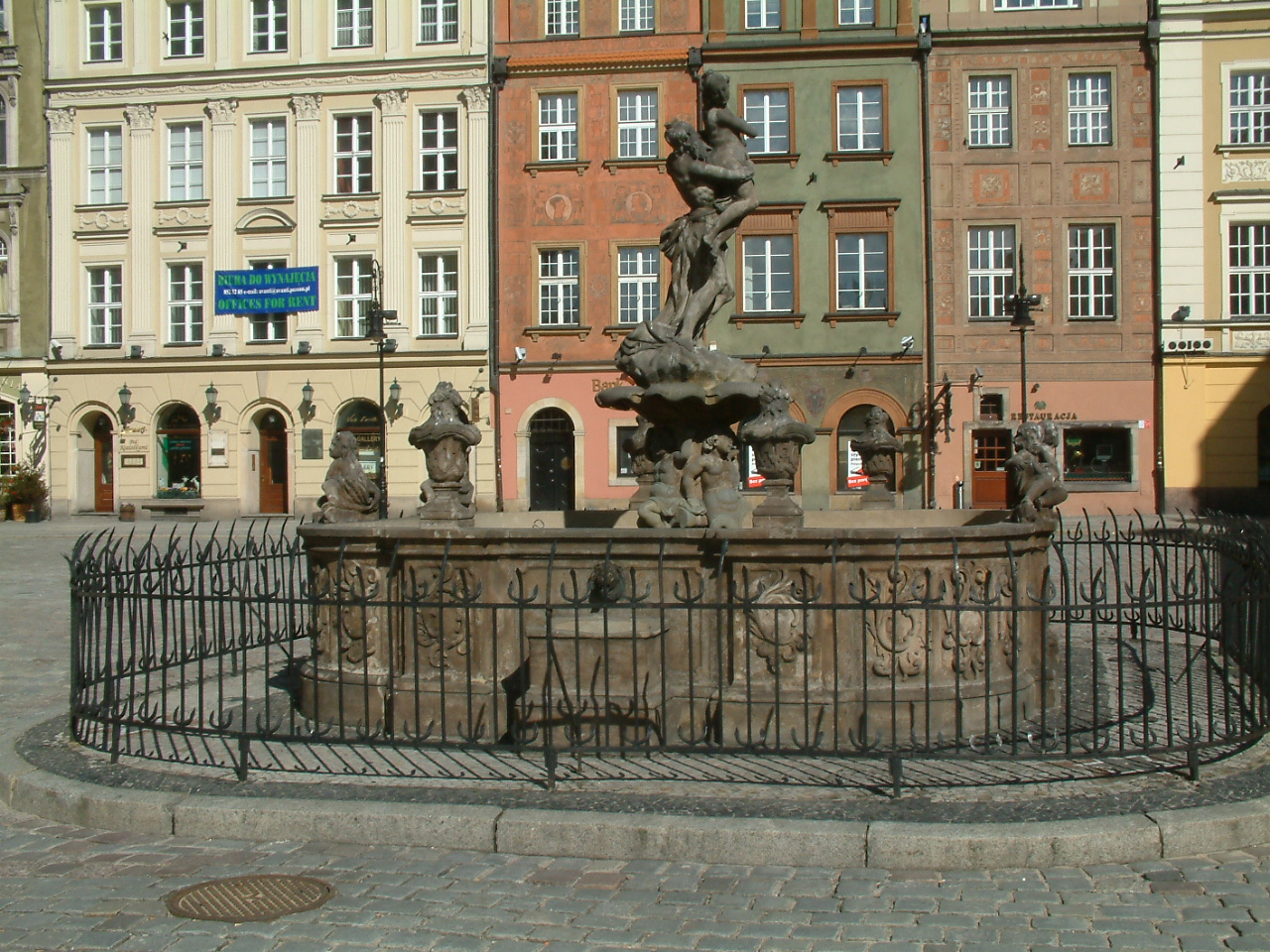
Proserpina-Brunnen, 1766
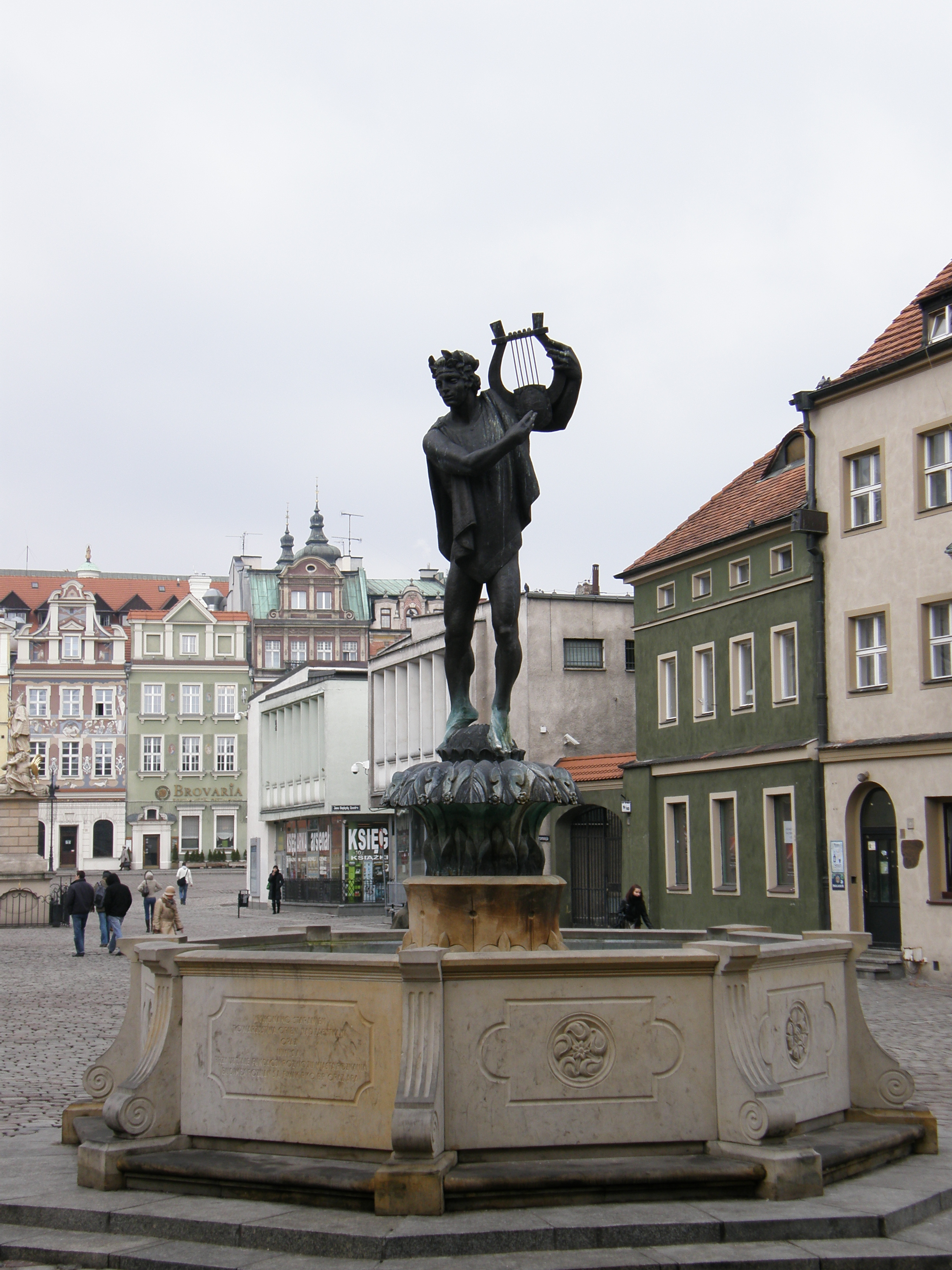
Apollon-Brunnen
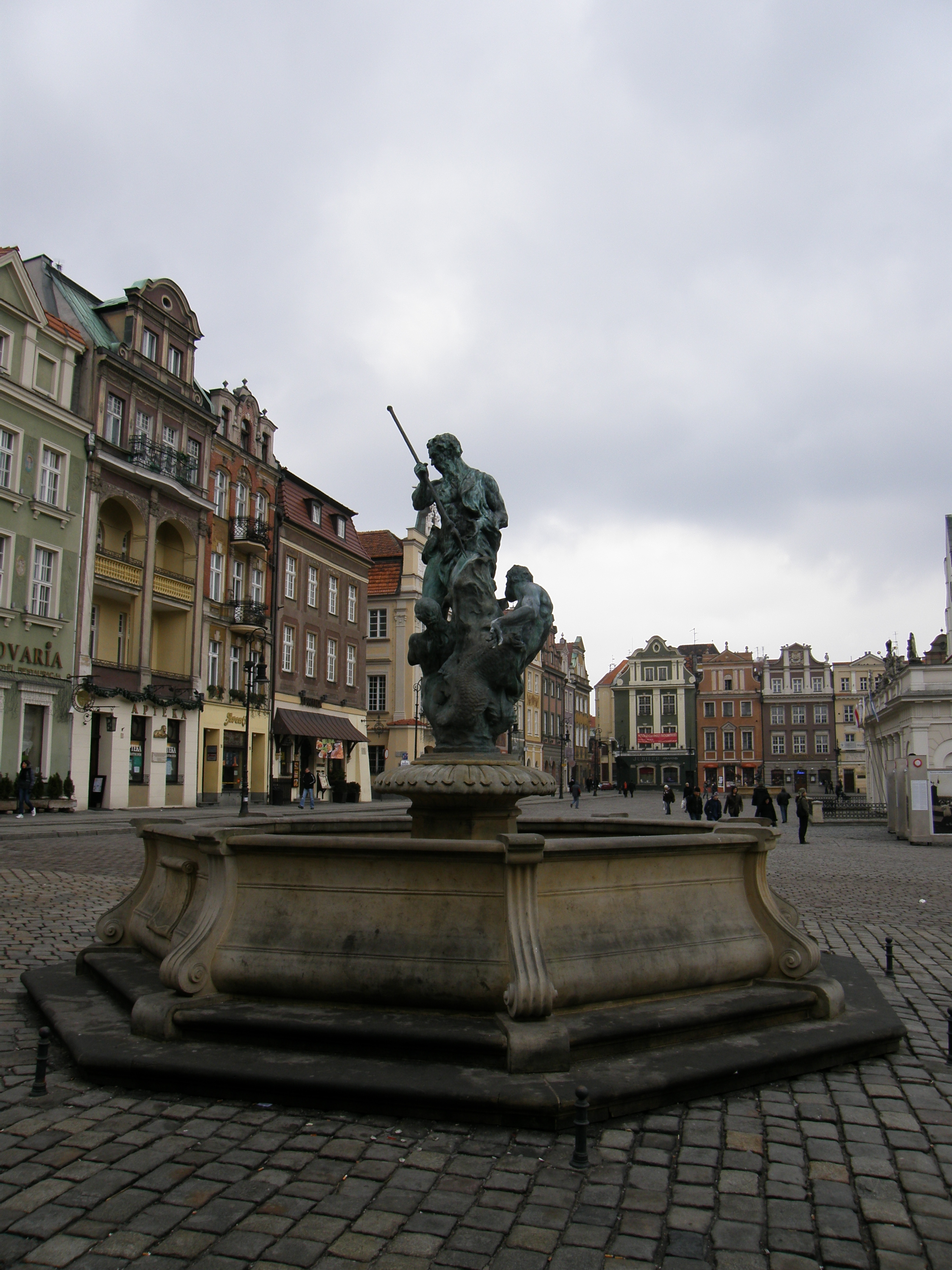
Neptun-Brunnen
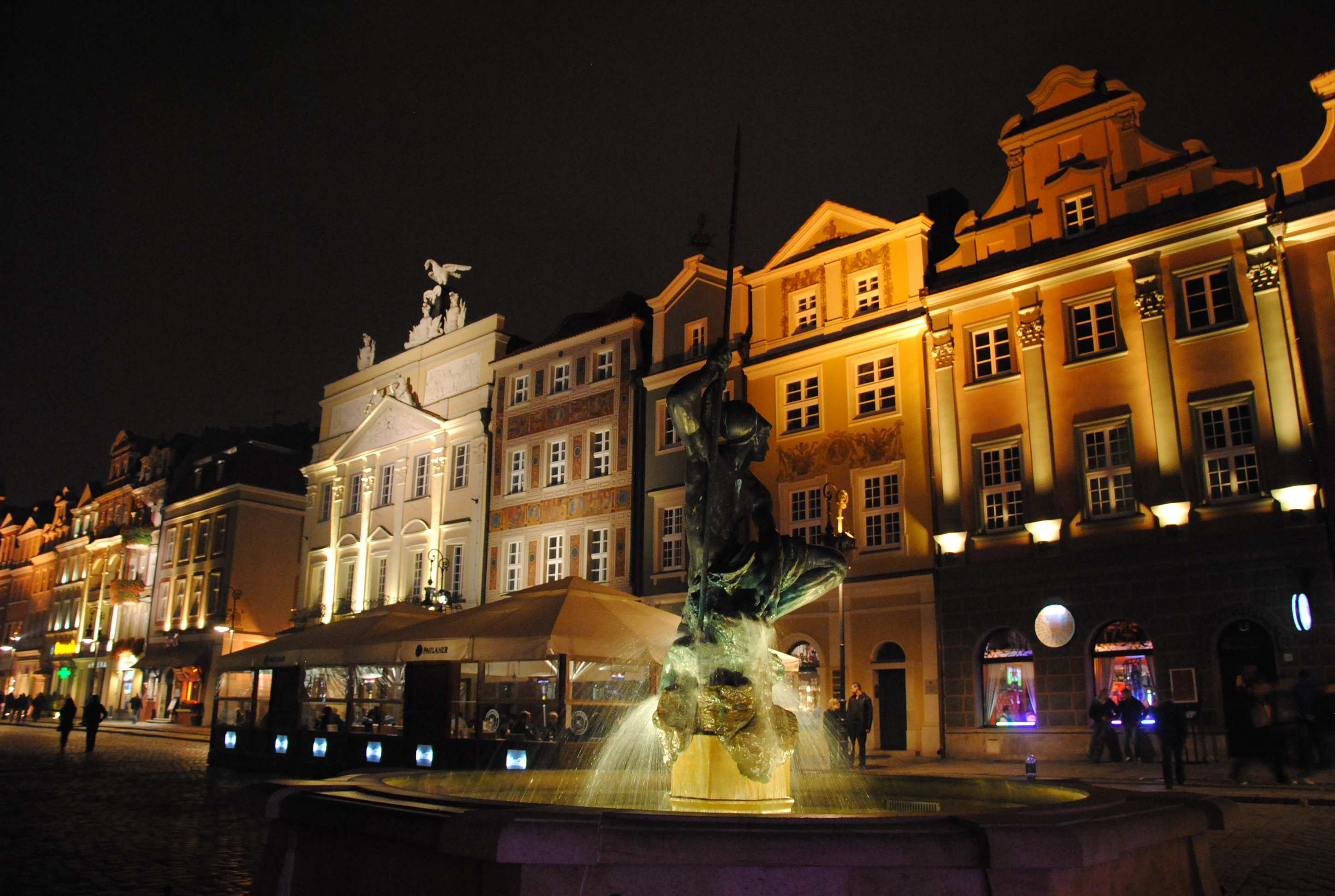
Mars-Brunnen bei Nacht